# Кока (ера)
Кока (弘化) је јапанска ера (ненко) која је настала после Тенпо и пре Каеи ере. Временски је трајала од децембра 1844. до фебруара 1848. године и припадала је Едо периоду. Владајући цареви били су Нинко и Комеи.
Име ере Кока у грубом преводу значи "постати велики" и именована је због пожара у замку Едо који се десио у 15 години Тенпо ере.

## Важнији догађајиКокаере
- 1844. (Кока 1): Рођен је Такашима Томоносуке.[2]

- 1846. (Кока 3): Јапанске снаге отерале су два брода америчке морнарице са обала Ураге.[3]

- 21. фебруар 1846. (Кока 3, дваедесетшести дан првог месеца) Умире цар Нинко[4] а на трон долази његов син, Комеи.[5]

- Март 1846. (Кока 3): Замљотрес у Санрику јачине 6.9 на рихтеровој скали.[6]
- 9. мај 1847. (Кока 4): Земљотрес у Нагану јачине 7.4 на рихтеровој скали.[6]
- 1848. (Кока 5): Последњи наступ Но драме у феудалном периоду.[7]

Током ове ере чувени укијо-е сликар Хирошиге ствара серију цртежа лепих жена на познатим местима.